# Уунарток-Кекертак
Уунарток-Кекертак, также Уунарток-Кекерток (гренл. Uunartoq Qeqertoq, рус. Остров Потепления) — необитаемый остров на востоке Гренландии в коммуне Сермерсоок. До 2005 года считался полуостровом, пока растаявшие льды не выявили пролив.
В сентябре 2005 года американский исследователь Деннис Шмитт обнаружил, что полуостров, который был соединён с Землёй Ливерпуля льдом ещё в 2002 году, стал островом. До этого толстый слой льда не позволял обнаружить воду и понять, что перед исследователями остров, а не полуостров. Считается, что причиной такого «превращения» послужило глобальное потепление.

Остров имеет форму буквы Щ, повёрнутой зубцами на север. Длина «основания» — около 5,5 км, длина «зубцов» — по 2—3 км.
После сообщения Шмитта о новом острове, с ним в полемику вступил климатолог и скептик теории глобального потепления Патрик Майклс, который заявил, что данный остров можно было наблюдать ещё в 1950-х годах и что, соответственно, глобальное потепление тут ни при чём. Майклс предоставил карту начала 1950-х годов из книги Arctic Riviera (1957) Эрнста Хофера, на которой виден остров Потепления, но Шмитт заявил, что эта карта составлена неаккуратно, указав на другие неточности этой карты, касающиеся хорошо изученных объектов региона. Впрочем, фото-доказательств правоты одного или другого оппонента не обнаружено.
Остров был отмечен в 13-м издании Атласа мира Times (2011), скандально известном тем, что в нём Гренландский ледяной щит был изображён потерявшим 15 % своей площади за 12 лет. В ответ на это американский Национальный центр данных снега и льда указал редакторам атласа, что если бы Гренландия действительно потеряла такое количество льда, то уровень Мирового океана вырос бы на целый метр, чего не наблюдается. Возможно, ошибка связана с тем, что составители атласа использовали карту, показывающую только наиболее толстые участки ледяного щита.

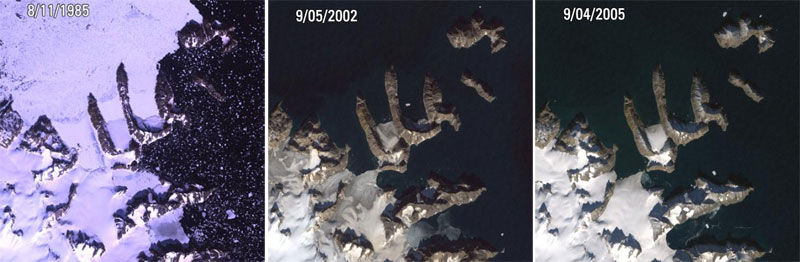
Три спутниковых снимка острова-полуострова. Слева направо: август 1985, сентябрь 2002 и сентябрь 2005 года. Хорошо видно таяние льда с течением времени.